# Olivovník ve Vouves
Olivovník ve Vouves (řecky Ελιά Βουβών) je olivovník ve vesnici Ano Vouves v obci Kolymvari v prefektuře Chania na Krétě v Řecku. Je to nejstarší, největší a nejzachovalejší olivovník na světě, který stále přináší mnoho oliv. Jeho věk není možné přesně určit, jelikož má dutý kmen, což je pro staré olivovníky charakteristické. Odhaduje se na 2000 až 4000 let. Kmen má obvod 12,5 m a průměr 4,6 m.
Jedná se o divoký olivovník, který byl ve výšce 3 m naroubován a patří k odrůdě tsounati. Větve vyrůstají z kmene ve spirálách (tzv. striftolia), což dává koruně jedinečný a krásný tvar.
Strom je přírodní památkou. Ratolest z něj byla jako znamení míru zaslána olympijskému výboru.